# Lumbrineris branchiata
Lumbrineris branchiata är en ringmaskart som beskrevs av Treadwell 1921. Lumbrineris branchiata ingår i släktet Lumbrineris och familjen Lumbrineridae. Inga underarter finns listade i Catalogue of Life.